# دریم گرلز (گروه موسیقی)
دریم گرلز (به انگلیسی: Dream Girls) گروه موسیقی تایوانی است.